# الان سكولتر
الآن سكولتر  (بالإنجليزية: Alain Schultz)‏ (مواليد 17 فبراير 1983) لاعب كرة قدم يجيد اللعب في خط الوسط. يلعب حاليا لصالح نادي وهلين إسويسرا منذ 1008.

## روابط خارجية
- الان سكولتر على موقع قاعدة بيانات كرة القدم.إي يو (الإنجليزية)
- الان سكولتر على موقع Soccerway.com (الإنجليزية)
- الان سكولتر على موقع كووورة